# Ujué
Ujué è un comune spagnolo di 232 abitanti situato nella comunità autonoma della Navarra.